# 해룡농어촌도서관
해룡농어촌도서관은 전라남도 순천시 해룡면 월전리 소재의 시립 도서관이다.

## 연혁
- 2010년 4월 30일 개관.

## 시설현황
- 2층: 물리치료실, 소회의실, 취미실, 다용도공간, 동아리방, 책읽어주는공간, 가족실
- 1층: 목욕탕, 황토찜질방, 샤워실, 탈의실, 건강관리실, 사무실, 수유실, 가족실

## 이용 안내
이용 시간
- 매일 09:00 ~ 18:00

휴관일
- 일요일
- 법정공휴일